# راهنمای موضوعی حافظ‌شناسی
راهنمای موضوعی حافظ‌شناسی کتابی از کاووس حسن‌لی است. این اثر برگزیدهٔ کتاب سال حافظ شد.

## نقد
سید احمد پارسا نقدی بر این کتاب نوشته‌است.
بهاءالدین خرمشاهی هم نقد مفصلی بر این کتاب منتشر کرده‌است.